# Jüberg
Der Jüberg ist eine 305 m ü. NHN hohe Erhebung bei Hemer im Märkischen Kreis in Nordrhein-Westfalen. Auf und an dem Berg liegt der Sauerlandpark Hemer mit dem Aussichtsturm Jübergturm. Viele Sagen über Riesen spielen rund um den Jüberg, wodurch er seinen Namen erhielt („Joten“: Riesen).

## Geographie

### Lage
Der Jüberg erhebt sich als Westausläufer des Hoppenbergs (341,7 m) östlich der vom Hönne-Zufluss Oese durchflossenen Kernstadt von Hemer, südlich von Becke, westlich von Apricke und nordwestlich von Deilinghofen, die alle zum Hemeraner Stadtgebiet gehören. Er begrenzt das Gelände der Landesgartenschau Hemer 2010 nach Osten hin. Auf dem Jüberg breitet sich ein Teil des Landschaftsschutzgebiets Märkischer Kreis (CDDA-Nr. 378576) aus, das 2006 ausgewiesen wurde und 311,13 km² groß ist. Bis zur Schließung der Blücher-Kaserne trennte der Berg deren Gelände im Westen vom Standortübungsplatz im Osten.

### Naturräumliche Zuordnung
Der Jüberg gehört in der naturräumlichen Haupteinheitengruppe Süderbergland (Nummer 33), in der Haupteinheit Bergisch-Sauerländisches Unterland (337) in den Iserlohner Kalksenken (33729) zum Naturraum Iserlohner Senke (337291).

## Kaserne und Kriegsgefangenenlager
Am Jübergfuß errichtete die Wehrmacht in den 1930er-Jahren eine Kaserne, die ab 1939 als Kriegsgefangenenlager Stalag VI A genutzt wurde und zuletzt Blücher-Kaserne hieß. Als „Kreuz der Versöhnung über den Gräbern“ errichteten katholische und evangelische Jugendorganisationen 1947 ein etwa 7,5 Meter hohes Kreuz, das etwa 35 m südsüdöstlich des Jübergturms steht; wenige Meter südsüdöstlich des Kreuzes liegt eine 299,7 m hohe Stelle. Die Kreuzweihe erfolgte im September 1947. 2009 wurde das Symbol erneuert. Das derzeitige Kreuz ist etwa 8 m hoch und 3 m breit, bei einem Gewicht von 280 Kilogramm. Die Weihe dieses Kreuzes erfolgte im Mai 2009.

## Fliegerei
Noch vor Errichtung der Kaserne wurde der Jüberg von sportbegeisterten Hemeranern auf Segelflugtauglichkeit geprüft. Nach Berichten des Märkischen Landboten (Oktober 1932) sollte es erst Probeflüge und danach Gleitflüge am Westabhang des Jübergs geben. Es gründete sich die Fliegergruppe Hemer. Der Flugplatz selbst befand sich auf dem Deilinghofen Feld. Mit Beginn der Bauarbeiten für die Kaserne erfolgte die Verlegung der Aktivitäten der Fliegergruppe Hemer zum Flugplatz Iserlohn-Sümmern.

## Sauerlandpark Hemer
Auf der Westflanke des Jübergs liegt der aus dem Gelände der Landesgartenschau Hemer 2010 hervorgegangene Sauerlandpark Hemer, ein etwa 27 ha großer Freizeitpark, in dem wesentliche Elemente des einstigen Gartenschauparks – wie das Grohe-Forum, die Themengärten, der Aussichtsturm Jübergturm und der Park der Sinne – erhalten sind.